# Glen Bell
Glen William Bell, Jr. (* 3. September 1923 in Lynwood; † 16. Januar 2010 in Rancho Santa Fe, Kalifornien) war ein US-amerikanischer Unternehmer. Er gründete die Fastfoodkette Taco Bell.

## Leben
Glen Bell wurde in Lynwood, Kalifornien, geboren und ging auf die High School in San Bernardino. Nach dem Militärdienst eröffnete er 1948 seinen ersten Hotdog-Stand namens „Bell's Drive In“, den er 1952 verkaufte. An einem weiteren Stand verkaufte er neben Hotdogs und Hamburgern auch Tacos für 19 Cent.
1954 eröffnete er unter dem Namen „Taco Tias“ drei Restaurants, die er allerdings auch verkaufte, woraufhin er mit Partnern vier El-Taco-Restaurants eröffnete.
Im Jahr 1962 entschied Bell, die El-Taco-Restaurants an seine Partner zu verkaufen und eröffnete sein erstes Taco Bell. Die Anzahl der Restaurants stieg rapide und er verkaufte die Kette mit 868 Filialen 1978 an PepsiCo für 125 Millionen Dollar (rund 300.000.000 Euro).
Glen Bell starb am 16. Januar 2010 im Alter von 86 Jahren in seinem Haus in Rancho Santa Fe, Kalifornien. Er hinterließ seine Frau, zwei Söhne, eine Tochter, vier Enkel und drei Schwestern.